# Iliass Bel Hassani
Iliass Bel Hassani (in arabo إلياس بلحساني‎?; Rotterdam, 16 settembre 1992) è un calciatore olandese naturalizzato marocchino, centrocampista svincolato.